# Birgit Meineke
Pour les articles homonymes, voir Meineke.
Birgit Meineke (plus tard Heukrodt, née le 4 juillet 1964) est une nageuse à la retraite est-allemande. Elle est la nageuse la plus rapide sur le 100 m entre 1980 et 1984. 

## Carrière
Meineke remporte une médaille d’or dans l’équipe est-allemande sur le relais 4 × 100 m nage libre aux Championnats d'Europe 1981, ainsi que deux médailles d’argent la même année sur le 200 m et 100 m. La même année, elle établit le record du monde en petit bassin sur le 100 m, avec un temps de 54 s 04. Même si sa performance aux Championnats du monde 1982 est tout aussi impressionnant, le summum de sa carrière est de remporter cinq médailles d’or lors des Championnats d'Europe en 1983 à Rome. 
Meineke ne peux pas participer aux Jeux en raison du boycott des Jeux olympiques de 1984 à Los Angeles par 14 pays du bloc de l'Est, y compris l'Allemagne de l'Est. Cependant, elle remporte cette année-là plusieurs médailles aux Jeux de l'Amitié, dont deux médailles d'or avec le relais du 4 × 100 m nage libre et du 4 × 100 m quatre nages, ce dernier battant le record du monde. Elle termine sa carrière de nageuse cette année-là, avant de devenir chirurgienne. 
Meineke est mariée au céiste Olaf Heukrodt.

## Palmarès

### Championnats d'Europe
- Championnats d'Europe 1981 à Split (Yougoslavie) :
  -  Médaille d'or du relais 4 × 100 m nage libre ;
  -  Médaille d'argent du 100 m nage libre ;
  -  Médaille d'argent du 200 m nage libre.
- Championnats d'Europe 1983 à Rome (Italie) :
  -  Médaille d'or du 100 m nage libre ;
  -  Médaille d'or du 200 m nage libre ;
  -  Médaille d'or du relais 4 × 100 m nage libre ;
  -  Médaille d'or du relais 4 × 200 m nage libre ;
  -  Médaille d'or du relais 4 × 100 m 4 nages.

## Dopage est-allemand
Comme beaucoup d'autres athlètes féminines est-allemandes, Meineke est soumise à l'administration systématique de médicaments améliorant la performance. Ceux-ci lui ont causé des problèmes de santé plus tard, notamment une tumeur du foie qu'elle attribue à l'utilisation de stéroïdes anabolisants et de pilules contraceptives. 
En 1998, l'ancien entraîneur Rolf Gläser admet avoir administré des stéroïdes à Meineke et à ses coéquipières. Il est condamné à une amende de 4 000 dollars pour avoir infligé des lésions corporelles,.